# فرودگاه ماریپاسئولا
فرودگاه ماریپاسئولا (به انگلیسی: Maripasoula Airport) یک فرودگاه همگانی با کد یاتا MPY است که یک باند فرود بتن دارد و طول باند آن ۱۲۰۰ متر است. این فرودگاه در کشور گویان فرانسه قرار دارد و در ارتفاع ۱۱۵ متری از سطح دریا واقع شده‌است.

## شرکت‌های هواپیمایی و مقصدهای پروازی
| شرکت‌های هواپیمایی  | مقصدهای پروازی                                    |
| ------------------ | ------------------------------------------------- |
| Air Guyane Express | کاین رشابوو، گراند-سانتی، سن لوران دو مرونی، ساول |